# Ephippidae
Ephippidae é uma família de peixes da subordem Acanthuroidei. Peixes desta família são conhecidos como peixe-enxada, peixe-bumerangue, peixe-pá e platax em português e em inglês de Spadefish (Peixe-pá) e Batfish (Peixe-morcego). Possuem o corpo oval achatado, com a barbatana anal com 3 espinhos, uma boca pequena e grandes rastros branquiais no primeiro epibranquial.

## Espécies[1][2]
- Género Chaetodipterus
  - Chaetodipterus faber (Broussonet, 1782).
  - Chaetodipterus lippei Steindachner, 1895.
  - Chaetodipterus zonatus (Girard, 1858).
- Género Ephippus
  - Ephippus goreensis Cuvier, 1831.
  - Ephippus orbis (Bloch, 1787).
- Género Parapsettus
  - Parapsettus panamensis (Steindachner, 1875).
- Género Platax
  - Platax batavianus Cuvier, 1831.
  - Platax boersii Bleeker, 1852.
  - Platax orbicularis (Forsskål, 1775).Platax orbicularis

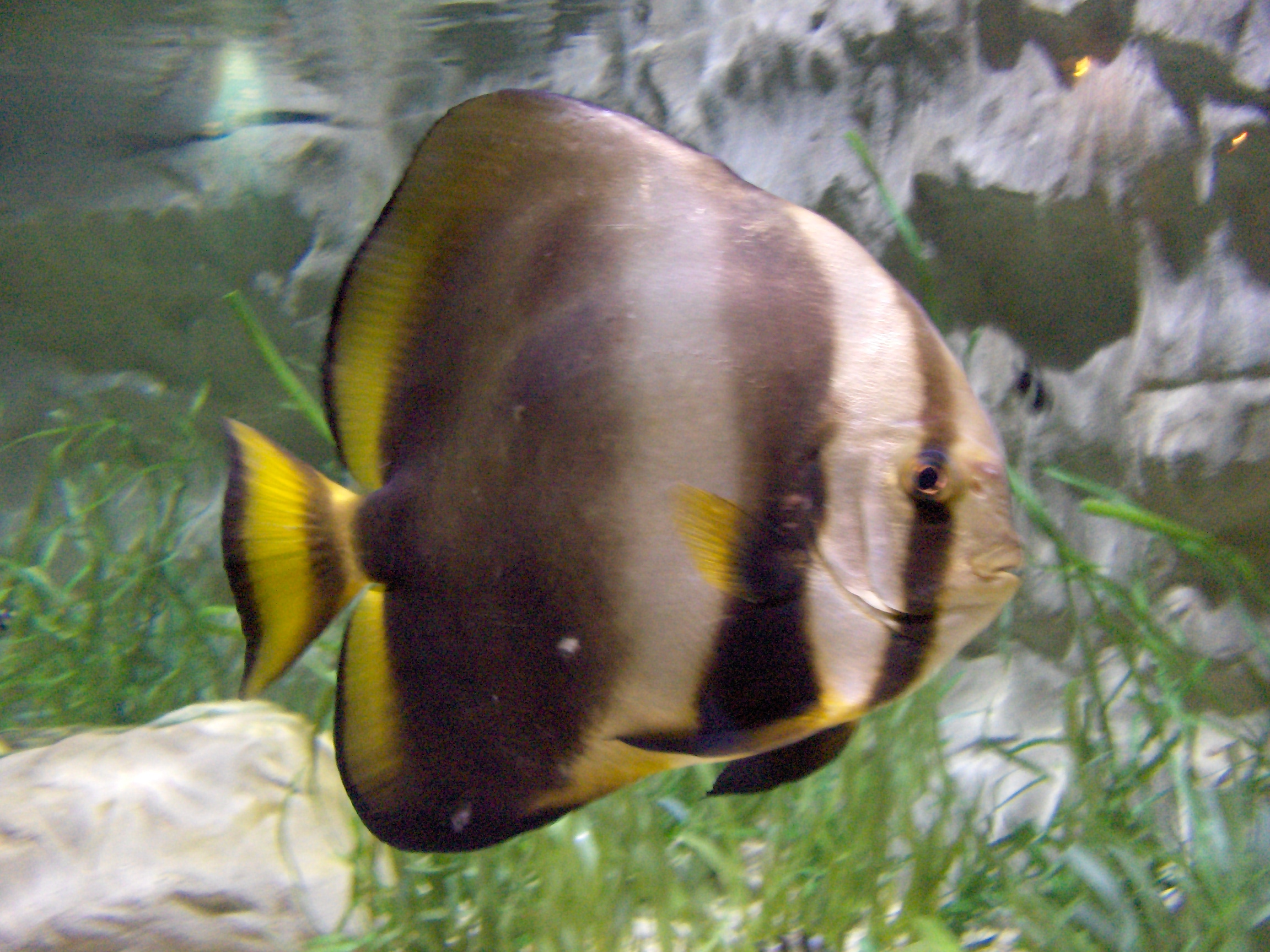
Platax orbicularis

  - Platax pinnatus (Linnaeus, 1758).
  - Platax teira (Forsskål, 1775).
- Género Proteracanthus
  - Proteracanthus sarissophorus (Cantor, 1849).
- Género Rhinoprenes
  - Rhinoprenes pentanemus Munro, 1964.
- Género Tripterodon
  - Tripterodon orbis (Bloch, 1787).
- Género Zabidius
  - Zabidius novemaculeatus (McCulloch, 1916).